# Liste du patrimoine culturel immatériel de l'humanité aux Philippines
Cet article recense les pratiques inscrites au patrimoine culturel immatériel aux Philippines.

## Statistiques
Les Philippines ratifient la convention pour la sauvegarde du patrimoine culturel immatériel le 18 août 2006. La première pratique protégée est inscrite en 2008.
En 2023, les Philippines comptent 6 éléments inscrits au patrimoine culturel immatériel, 4 sur la liste représentative, un sur la liste du patrimoine immatériel nécessitant une sauvegarde urgente et un sur le registre des meilleures pratiques de sauvegarde.

## Listes

### Liste représentative
Les éléments suivants sont inscrits sur la liste représentative du patrimoine culturel immatériel de l'humanité :
| Élément                                           | Type                                              | Subdivision  | Année | Lien  | Notes                                                    | Illus. |
| ------------------------------------------------- | ------------------------------------------------- | ------------ | ----- | ----- | -------------------------------------------------------- | ------ |
| L'épopée Darangen des Maranao (en) du lac Lanao   | traditions et expressions orales                  | Lanao du Sud | 2008  | 00159 |                                                          |        |
| Le Hudhud, récits chantés des Ifugao              | arts du spectacle                                 | Luçon        | 2008  | 00015 |                                                          |        |
| Les rituels et jeux de tir à la corde             | pratiques sociales, rituels et événements festifs |              | 2015  | 01080 | Partagé avec le Cambodge, la Corée du Sud et le Viêt Nam |        |
| Le tissage à la main de la piña des Aklanons (en) | savoir-faire liés à l'artisanat traditionnel      | Panay        | 2023  | 01564 |                                                          |        |

### Patrimoine immatériel nécessitant une sauvegarde urgente
Les Philippines comptent un élément listé sur la liste du patrimoine immatériel nécessitant une sauvegarde urgente :
| Élément                                                     | Type                                              | Subdivision                              | Année | Lien  | Notes | Illus. |
| ----------------------------------------------------------- | ------------------------------------------------- | ---------------------------------------- | ----- | ----- | ----- | ------ |
| Le Buklog, système de rituels de gratitude des Subanen (en) | pratiques sociales, rituels et événements festifs | Mindanao du Nord, Péninsule de Zamboanga | 2019  | 01495 |       |        |

### Registre des meilleures pratiques de sauvegarde
Les Philippines comptent un élément sélectionné au registre des meilleures pratiques de sauvegarde :
| Élément                              | Type | Subdivision | Année | Lien  | Notes | Illus. |
| ------------------------------------ | --- | ----------- | ----- | ----- | ----- | ------ |
| L'École des traditions vivantes (en) | arts du spectacle connaissances et pratiques concernant la nature et l’univers pratiques sociales, rituels et événements festifs savoir-faire liés à l’artisanat traditionnel traditions et expressions orales |             | 20    | 01739 |       |        |